# グリフォケラトプス
グリフォケラトプス(Gryphoceratops)は、カナダ南部アルバータ州の白亜紀後期の地層から知られるレプトケラトプス科角竜に属する絶滅した恐竜の属の一つ。

## 発見
グリフォケラトプスは部分的な右の歯骨から成るホロタイプ ROM 56635 のみで知られている。その標本は州立恐竜公園の北西の一角、ミルクリバー層(白亜紀後期中頃サントニアン期後期、約8350万年前)のボーンベッド55番で採取された。つまりグリフォケラトプスは既知の中で最古のレプトケラトプス科である。しかしながら系統解析では最も派生的なレプトケラトプス類であることが示唆されている。それはまた、おそらく北アメリカから知られる成体サイズの角竜類では最小のものである。

## 参照
1. 1 2  Michael J. Ryan; David C. Evans; Philip J. Currie; Caleb M. Brown; Don Brinkman (2012). “New leptoceratopsids from the Upper Cretaceous of Alberta, Canada”. Cretaceous Research 35:  69–80. doi:10.1016/j.cretres.2011.11.018.